# ビタミン依存症
ビタミン依存症（ビタミンいそんしょう）とは、ビタミンの依存によって通常治療量を超える量を投与しないと起こる症状の総称である。水溶性ビタミンに多く見られる。

## 分類

### 脂溶性ビタミン
ビタミンD依存症
- 症状
  - 不応性のくる病

### 水溶性ビタミン
ビタミンB1依存症
- 症状
  - 楓糖尿病、間欠性運動失調、高アラニン・高ビリルビン酸血症、リー脳症

ビタミンB6依存症
- 症状
  - 痙攣、ビタミンB6反応性貧血、シスタチオニン尿症、キサンツレン酸尿症

ビタミンB12依存症
- 症状
  - 巨赤芽球性貧血（悪性貧血）、ビタミンB12吸収障害、トランスコバラミン(TC)II欠損症、ビタミンC12利用障害